# 1337x
1337x è un sito di file sharing basato sul protocollo di condivisione BitTorrent. Secondo il blog TorrentFreak, 1337x è il secondo sito web di file torrent più visitato al mondo nel 2020.

## Storia
1337x è stato fondato nel 2007, il sito ha acquisito una certa popolarità a partire dal 2016, anno in cui è stato chiuso KickassTorrents.
Di fronte alla temporanea scomparsa di The Pirate Bay, tra le alternative ad esso includevano 1337x.
Nel 2015, il sito web è stato bandito dalle query di ricerca di Google. Questa azione è stata presa in considerazione grazie alla richiesta condotta da Feelgood Entertainment. Sempre nello stesso anno, 1337x cambiò il proprio domino da .pl a .to per eludere il blocco.
A ottobre 2016, 1337x progettò un nuovo design e introdusse nuove funzionalità per il suo sito.